# Melanerpes striatus
El carpintero de La Española (Melanerpes striatus) es una especie de ave piciforme de la familia Picidae endémica de la isla de La Española.

## Descripción
El carpintero de La Española es un ave con barras doradas y negras que crece hasta una longitud de 22 a 28 cm. El macho adulto tiene la corona y la nuca rojas y es más grande que la hembra, con un pico más largo. La parte superior del cuello tiene rayas blancas y negras y la espalda y las alas tienen rayas llamativas en negro y dorado. La grupa es de color amarillo verdoso, con algo de rojo en las puntas de las plumas, y la parte superior de la cola es negra con coberteras superiores de la cola rojas. La parte inferior de las alas es de color marrón grisáceo con manchas pálidas y barradas, y la parte inferior de la cola es gris u oliva. La parte anterior de la corona es gris o ante, la cara y la garganta son grises y las partes inferiores son ante, marrón u oliva, con algunas rayas oscuras en los flancos. El iris es amarillo, el pico es largo, delgado y gris y las patas son grises. La hembra adulta es similar al macho pero tiene la corona negra y la nuca roja. El juvenil tiene una corona negra con manchas blancas y rojas, nuca anaranjada e iris oscuro.

## Distribución y hábitat
Se encuentra tanto en Haití como en la República Dominicana. Su área de distribución se extiende a través de muchos de los biomas de La Española: bosques húmedos, secos, latifoliados y de coníferas, pero también se encuentra en plantaciones, matorrales de cactus, áreas de manglares, pantanos, pastizales, palmerales, áreas agrícolas boscosas y parques urbanos.

## Comportamiento
Este pájaro carpintero busca alimento en pequeños grupos ruidosos; la dieta es variada e incluye insectos, arañas, escorpiones, lagartos, frutas, semillas, cereales y savia. Puede atrapar insectos voladores en vuelo y los alimentos más grandes se golpean con un "yunque" para romperlos.
A diferencia de la mayoría de los pájaros carpinteros, el pájaro carpintero de La Española es una especie social que aprovecha tener una gran cantidad de aves adultas individuales en la colonia para proteger un banco o árbol de anidación. Puede haber veinte parejas de aves en una colonia, y varias anidan en el mismo árbol. Los nidos son excavados en troncos y ramas, y los agujeros desechados son reutilizados por las cotorras de la Española, periquitos de la Española, los trogones de la Española, los carpinteritos antillanos y la golondrina dorada.

## Reproducción
Se cree que esta especie se reproduce durante todo el año; sin embargo, la anidación suele comenzar en la primavera. En al menos una población, la reproducción exhibió una temporada definida, que duró de marzo a agosto. Estas aves son muy sociables y hasta 26 parejas anidan en un solo árbol. Cuando se trata de construir nidos, tanto el macho como la hembra crearán un nido dentro de un árbol. El trabajo en pareja está bien distribuido uniformemente. Una vez que se ponen los huevos, ambos padres participan en la incubación, además de alimentarse una vez que las crías han nacido. El tamaño medio de la nidada es de cuatro o cinco huevos. Observaciones anteriores informan de reproducción cooperativa en esta especie, pero este comportamiento parece ser poco común. Por lo general, sólo se ha observado a las hembras incubando en el mismo sitio del nido.